# Chaetopsylla zhengi
Chaetopsylla zhengi är en loppart som beskrevs av Xie Baoqi, He Jinhow et Chao Zhongjie 1993. Chaetopsylla zhengi ingår i släktet Chaetopsylla och familjen grävlingloppor. Inga underarter finns listade i Catalogue of Life.